# Filippo Valguarnera
Filippo Valguarnera, född 27 augusti 1977, är en italiensk-svensk jurist, verksam som universitetslektor i komparativ rätt vid Göteborgs universitet.
Filippo Valguarnera doktorerade i Italien år 2007 med en komparativ avhandling om allemansrätten och tillbringade år 2008 och 2009 som gästforskare, först vid Uppsala universitet och senare vid New York University (som Global Research Fellow).
Filippo Valguarnera leder tillsammans med Ugo Mattei (University of California Hastings) och Saki Bailey (International University College of Turin) ett forskningsprojekt om "access to commons" inom ramen för Common Core of European Private Law.